# São João dos Patos
São João dos Patos là một đô thị thuộc bang Maranhão, Brasil. Đô thị này có diện tích 1500,661 km², dân số năm 2007 là 23001 người, mật độ 15,33 người/km².